# Polokce
Polokce (szerbül: Полокце), település Szerbiában, a Raškai körzet Novi Pazar községében.

## Népesség
- 1948-ban 302 lakosa volt.
- 1953-ban 324 lakosa volt.
- 1961-ben 371 lakosa volt.
- 1971-ben 318 lakosa volt.
- 1981-ben 212 lakosa volt.
- 1991-ben 169 lakosa volt.
- 2002-ben 117 lakosa volt, akik mindannyian szerbek.